# Marathon van Enschede 1969
De marathon van Enschede 1969 werd gelopen op zaterdag 16 augustus 1969. Het was de twaalfde editie van de marathon van Enschede. De wedstrijd werd gelopen onder zware weersomstandigheden. Een inktzwarte lucht, donderslagen, felle bliksemschichten en een koude regen waren het tafereel waarin de marathon gelopen moest worden. 

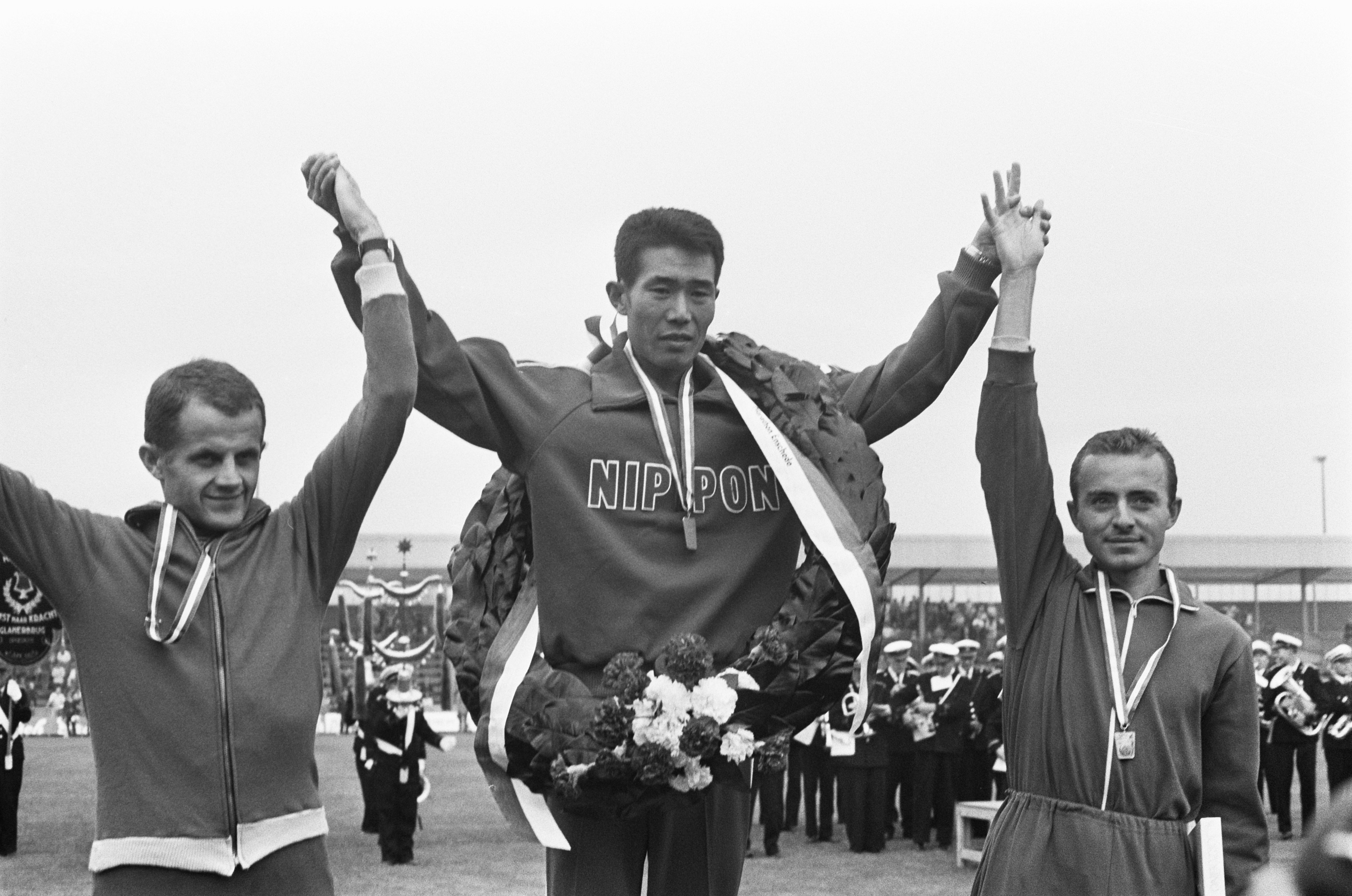
Kazuo Matsubara (1969)

De Japanner Kazuo Matsubara bleek het beste opgewassen tegen de omstandigheden en won in 2:19.29,8. Hij werd onthaald door duizenden toeschouwers in het Diekman-stadion.
Het evenement deed tevens dienst als Nederlands kampioenschap op de marathon. Hierbij prolongeerde Aad Steylen, aangesloten bij Hanzesport, voor de derde achtereenvolgende keer zijn nationale titel. Tweede en derde op dit kampioenschap werden respectievelijk Wim Hol en Rudi Mol.
Marathonwedstrijden voor vrouwen bestonden er in die tijd nog niet.

## Uitslag
| rang   | naam                   | land | tijd      |
| ------ | ---------------------- | ---- | --------- |
| Goud   | Kazuo Matsubara        | JPN  | 2:19.29,8 |
| Zilver | Zdzislaw Bogusz        | POL  | 2:23.11,4 |
| Brons  | Vaclav Mladek          | TCH  | 2:23.48,4 |
| 4      | Ian Macintosh          | GBR  | 2:24.09,8 |
| 5      | Derek Horsup           | GBR  | 2:24.32,2 |
| 6      | Maurice Peiren         | BEL  | 2:24.40,6 |
| 7      | Michael Wojcik         | POL  | 2:24.51,8 |
| 8      | John Fewery            | GBR  | 2:26.21,1 |
| 9      | Aad Steylen            | NED  | 2:26.29,6 |
| 10     | Aureel Vandendriessche | BEL  | 2:27.02,6 |
| 18     | Wim Hol                | NED  | 2:31.59   |
| 24     | Rudi Mol               | NED  | 2:34.11   |
| 26     | Jan Kijne              | NED  | 2:35.41   |
| 35     | Louis Vink             | NED  | 2:41.20   |
| 36     | Jan Knippenberg        | NED  | 2:42.05   |
| 47     | Gerard Ridder          | NED  | 2:47.13   |
| 50     | Jacques Kraan          | NED  | 2:48.24   |
| 53     | Jan van Oorschot       | NED  | 2:50.21   |
| 54     | Huub Weusten           | NED  | 2:51.01   |
| 75     | Bennie de Vries        | NED  | 2:59.55   |

1947 ·
1949 ·
1951 ·
1953 ·
1955 ·
1957 ·
1959 ·
1961 ·
1963 ·
1965 ·
1967 ·
1969 ·
1971 ·
1973 ·
1975 ·
1977 ·
1979 ·
1981 ·
1983 ·
1985 ·
1987 ·
1989 ·
1991 ·
1992 ·
1993 ·
1994 ·
1995 ·
1996 ·
1997 ·
1998 ·
1999 ·
2000 ·
2001 ·
2002 ·
2003 ·
2004 ·
2005 ·
2006 ·
2007 ·
2008 ·
2009 ·
2010 ·
2011 ·
2012 ·
2013 ·
2014 ·
2015 ·
2016 ·
2017 ·
2018 ·
2019 ·
2020 · 2021 ·
2022 ·
2023 ·
2024 ·
2025